# Damjan Murko
Damjan Murko, slovenski pevec zabavne glasbe, samopromotor, * 5. februar 1985, Maribor.
Damjan Murko je pevsko kariero začel v letu 2000 z nastopom na manjši prireditvi Živilko poje. Po izidu prve plošče z naslovom Poleti lastovka katere avtor glasbe je Tomi Valenko in avtorica besedila Mili Korpar, je začel pogosteje nastopati. Nastopal je tudi na Hrvaškem in v Nemčiji. Leta 2005 je izšel njegov drugi album z naslovom Srečen, ker sem moški. Besedilo naslovne pesmi je napisala pevka Saša Lendero. Leta 2006 je nastopil na festivalu Pesem poletja na katerem je nastopil s pesmimi »Poleti lastovka«, »Ljubezen je lepa« in »Srečen, ker sem moški«. Uvrstil se je v finale, a ni zmagal. Leta 2007 je izšel njegov tretji CD z naslovom Eden in edini. Leta 2017 je izšel singl Šok, naslednje leto pa Ritka prehlajena, leta 2020 pa še pesem Kabriolet.
Leta 2009 je izšla njegova biografija Srečen, ker sem moški, leta 2013 pa še knjiga z naslovom Sladko življenje Damjana Murka.

## Diskografija
- Eden in edini, 2007
- Srečen, ker sem moški, Platin Records 2005
- Poleti, lastovka, 2001